# 올림피아다 이바노바
올림피아다 블라디미로프나 이바노바(러시아어: Олимпиада Владимировна Иванова, 1970년 8월 26일 ~ )는 러시아의 육상 선수이다. 그녀는 주요 종목에서 4개의 메달을 보유하고 있다. 그녀는 추바시 공화국 문슈티에서 태어났다.

## 인물 정보
그녀는 2001년 에드먼턴 세계 선수권 대회에서 1시간 27분 48초로 금메달을 획득했다. 1년후, 그녀는 2002년 뮌헨 유럽 선수권 대회에서 또 하나의 금메달을 획득했다.
그녀는 2004년 아테네 올림픽에서 그리스 선수 아타나시아 추멜레카에 이어서 은메달을 획득했다. 그러나, 많은 사람들에 따르면 아타나시아 추멜레카는 경보의 주요 규칙을 거슬렀고, 달리기로 전향했다. 이바노바는 4초후에 결승에 진출했고 자신의 실망을 숨기지 못했다. 그러나, 그녀는 2005년 헬싱키 세계 선수권 대회 20km 경보에서 세계 기록을 제치고 금메달을 획득했다. 이 기록에서 그녀는 2007년에 기네스 세계 기록 책에 추가되었다.
이바노바는 스타노졸롤 양성 반응을 보인후 1997년 세계 육상 선수권 대회 10km 경보의 은메달이 박탈되었고, 2년동안 선수 자격 정지 징계를 받았다.

## 같이 보기
- 올림픽 육상 여자 메달리스트 목록

## 참조
- (영어) 올림피아다 이바노바 - 국제 육상 경기 연맹